# بيسكيا
بيسكيا، (بالإنجليزية: Pescia)‏، هي بلدية في مقاطعة بستويا، توسكانا، وسط إيطاليا.

## السكان
في سنة 1861 بلغ عدد السكان 19٬307 نسمة، وتطور العدد ليصل في سنة 2017 لـ 20٬045 نسمة.
يظهر هذا المخطط البياني تطور النمو السكاني لـ بيسكيا

## توأمة
لبيسكيا اتفاقيات توأمة مع كل من:
- نيرخا
- أولينز

## أعلام
- تشيزاري روسي
- ريمو غالي
- اينزو مارتينيلي
- فابيو ساباتيني
- جيامباولو باتسيني